# My Everything
My Everything – drugi album studyjny amerykańskiej wokalistki, Ariany Grande, wydany 25 sierpnia 2014 roku nakładem wytwórni Republic Records. Artystka opisała płytę jako "ewolucja" od wydania swojego debiutanckiego albumu, Yours Truly w 2013 roku, dokładniej odkrywa on nowe gatunki muzyczne, oraz bardziej dojrzały ton w każdym utworze. Grande podczas produkcji albumu współpracowała z branżą najpopularniejszych producentów, tj. Max Martin, Shellback, Benny Blanco, Ryan Tedder (z zespołu OneRepublic), Darkchild, Ilya Salmanzadeh, Zedd, czy David Guetta.
Tydzień po wydaniu, My Everything osiągnął szczyt listy Billboard 200, sprzedając w pierwszym tygodniu ponad 170 tys. kopii. Krążek zadebiutował też na miejscu pierwszym w Australii i Kanadzie, oraz w Top 10 innych list krajowych. Do marca 2016 roku, My Everything sprzedał 692 tys. kopii w USA. W Polsce nagrania uzyskały status platynowej płyty.
Głównym singlem z płyty My Everything został "Problem", który został wydany 28 kwietnia 2014 roku, z gościnnym udziałem australijskiej raperki, Iggy Azalei. Zadebiutował on na miejscu trzecim na liście Billboard Hot 100 sprzedając aż 400 tys. kopii w pierwszym tygodniu, a następnie osiągnął swoją najwyższą pozycję — miejsce drugie. "Break Free", z gościnnym udziałem i produkcją od niemiecko-rosyjskiego DJ-a, Zedda, był wydany 2 lipca 2014 roku jako drugi singiel, i uplasował się na miejscu 4 na liście Billboard Hot 100, natomiast czwarty singiel, "Love Me Harder", wydany 30 września 2014 roku, w którym pojawia się gościnnie kanadyjski wokalista, The Weeknd, znalazł się na miejscu siódmym. 8 lutego 2015 roku, podczas 57. rozdania nagród Grammy, My Everything otrzymało nominację w kategorii Najlepszy album popowo-wokalny.

## Tło
"To album, który chciałabym zrobić trochę inaczej. Nie chcę, żeby brzmiał on jak przedłużona wersja Yours Truly. Chcę, żeby brzmiał jak ewolucja. Chciałabym poznać trochę więcej dźwięków i eksperymentów. Mam bardzo dużo pomysłów, z których jestem podekscytowana i więcej rzeczy, które już się gotują."
— Grande na temat krążka w magazynie Rolling Stone w 2013 roku.

Debiutancki album Grande, Yours Truly został wydany 3 września 2013 roku spotykając się z ocenami krytyków. W wywiadzie dla magazynu Rolling Stone, artystka ujawniła, że rozpoczęła pisać teksty piosenek i pracować nad swoim drugim, studyjnym krążkiem, oraz ma już 2 gotowe utwory. Nagrywanie go rozpoczęło się w październiku 2013 roku z poprzednimi producentami, którzy współpracowali z nią, Harmonym Samuelsem oraz Tommym Brownem, decydując się też o wydaniu go w lutym 2014 roku. W styczniu tego samego roku, Grande potwierdziła, że zaczęła współpracować jeszcze z innymi producentami, tj. Ryan Tedder, Savan Kotecha, Key Wane, Benny Blanco, oraz Max Martin. Pod koniec lutego na swoim fanpage'u na Facebooku, Grande dodała wpis, w którym ujawnia, że chce nazwać swój album piosenką, którą skończyła podczas tego weekendu powodująca u niej załamanie emocjonalne.
3 marca 2014 roku zostało potwierdzone, że artystka pojawi się gościnnie w piątym singlu Chrisa Browna z jego szóstego albumu studyjnego, X, "Don't Be Gone Too Long", który miał zostać wydany 25 marca 2014 roku. Ostatecznie zostało to odwołane z powodu aresztowania wokalisty za niezapłacenie opłat za napaść. O odwołaniu ujawniła to sama Grande na swoim Twitterze 17 marca 2014 roku, dodając wpis:
"Kochani, oczywiście kilka rzeczy musiało się ostatnio zmienić. Musieliśmy odwołać odliczanie do Don't Be Gone Too Long, te rzeczy są poza naszą kontrolą."
Tego samego dnia, artystka poprowadziła tzw. livestream, w którym zaprezentowała cztery nowe piosenki z jej nadchodzącego albumu. Dwa dni później, wokalistka potwierdziła, że z powodu odwołania kolaboracji z Brownem, wyda zamiast tego niedługo główny singiel z drugiego krążka. Zakończenie pracy nad albumem miało miejsce w maju 2014 roku, natomiast pod koniec czerwca potwierdziła jego nazwę — My Everything, oraz datę — 25 sierpnia 2014 rok. Sesja zdjęciowa na jego okładkę została zrobiona 27 maja 2014 roku, z której zdjęcia wybierała sama piosenkarka.

## Lista utworów

### Wersja Standardowa
| #   | Tytuł utworu                                         | Tekst | Produkcja                                           | Czas |
| --- | ---------------------------------------------------- | --- | --------------------------------------------------- | ---- |
| 1.  | "Intro"                                              | Tommy Brown • Victoria McCants • Ariana Grande | Brown                                               | 1:20 |
| 2.  | "Problem (ft. Iggy Azalea)"                          | Ilya Salmanzadeh • Max Martin • Savan Kotecha • Iggy Azalea • Grande | Martin • Ilya • Shellback • Peter Carlsson          | 3:13 |
| 3.  | "One Last Time"                                      | David Guetta • Kotecha • Giorgio Tuinfort • Rami Yacoub • Carl Falk | Falk • Rami • Ilya • Tuinfort • Kotecha             | 3:17 |
| 4.  | "Why Try"                                            | Benjamin Levin • Ryan Tedder • Ammar Malik • Noel Zanacanella | Tedder • Benny Blanco • Zancanella                  | 3:31 |
| 5.  | "Break Free (ft. Zedd)"                              | Zedd • Martin • Kotecha | Zedd • Martin                                       | 3:35 |
| 6.  | "Best Mistake (ft. Big Sean)"                        | Grande • Big Sean • Dwane Weir | Key Wane • Sauce                                    | 3:53 |
| 7.  | "Be My Baby (ft. Cashmere Cat)"                      | Benjamin Levin • Cashmere Cat • Theron Thomas • Timothy Thomas • Peder Losnegảrd                                                                                               | Blanco • Cashmere Cat • Lido                        | 3:36 |
| 8.  | "Break Your Heart Right Back (ft. Childish Gambino)" | Kirby Dockery • Andrew "Pop" Wansel • Warren "Oak" Felder • Childish Gambino • Bernard Edwards • Nile Rodgers • Steven Jordan • Christopher Wallace • Sean Combs • Mason Betha | Wansel • Felder                                     | 4:13 |
| 9   | "Love Me Harder (Ariana Grande & The Weeknd)"        | Martin • Kotecha • Peter Svensson • Ali Payami • The Weeknd • Ahmad Balshe | Payami • Svensson • P. Carlsson                     | 3:51 |
| 10. | "Just a Little Bit of Your Heart"                    | Harry Styles • P. Carlsson | J. Carlsson • P. Carlsson                           | 3:56 |
| 11. | "Hands On Me (ft. A$AP Ferg)"                        | Rodney Jerkins • Alicia Renee Wiliams • Adrianne Birge • A$AP Ferg | Rodney "Darkchild" Jerkins • Paul "Hotsauce" Dawson | 3:13 |
| 12. | "My Everything"                                      | Grande • Brown • McCants • Taylor Parks | Brown • McCants                                     | 2:48 |

### Wersja Deluxe
| #   | Tytuł utworu                                         | Tekst                                                                                            | Produkcja                                  | Czas |
| --- | ---------------------------------------------------- | ------------------------------------------------------------------------------------------------ | ------------------------------------------ | ---- |
| 13. | "Bang Bang (Jessie J + Ariana Grande + Nicki Minaj)" | Martin • Kotecha • Rickard Goransson • Nicki Minaj                                               | Martin, Goransson • Carlsson • Kuk Harrell | 3:18 |
| 14. | "Only 1"                                             | Grande • Brown • Travis Sayles • McCants • Dennis Jenkins                                        | Brown • Sayles • McCants                   | 3:14 |
| 15. | "You Don't Know Me"                                  | Grande • Harmony Samuels • Helen "Carmen Reece" Culver • Al Sherrod Lambert • Maurice David Wade | Samuels • Jo Blaq                          | 3:52 |

### Wersja dla sklepu Target[21]
| #   | Tytuł utworu    | Tekst                                            | Produkcja                | Czas |
| --- | --------------- | ------------------------------------------------ | ------------------------ | ---- |
| 16. | "Cadillac Song" | Grande • Brown • Sayles • McCants • Leon Sylvers | Brown • Sayles • McCants | 2:52 |
| 17. | "Too Close"     | Grande • Samuels • Culver • Lambert • Wade       | Samuels • Jo Blaq        | 3:35 |

### Wersja dla sklepuWalmart[22]
| #   | Tytuł utworu                                   | Tekst                                                                | Produkcja                                            | Czas |
| --- | ---------------------------------------------- | -------------------------------------------------------------------- | ---------------------------------------------------- | ---- |
| 16. | "Problem" (ft. Iggy Azalea) (Wayne G Club Mix) | Ilya Salmanzadeh • Max Martin • Savan Kotecha • Iggy Azalea • Grande | Martin • Ilya • Shellback • Peter Carlsson • Wayne G | 6:35 |

### WersjaJapońska
| #   | Tytuł utworu               | Tekst                                                               | Produkcja                | Czas |
| --- | -------------------------- | ------------------------------------------------------------------- | ------------------------ | ---- |
| 16. | "Cadillac Song"            | Grande • Brown • Sayles • McCants • Sylvers                         | Brown • Sayles • McCants | 2:52 |
| 17. | "Too Close"                | Grande • Samuels • Culver • Lambert • Wade                          | Samuels • Jo Blaq        | 3:35 |
| 18. | "Baby I (ft. Taro Hakase)" | Kenneth "Babyface" Edmonds • Antonio Dixon • Patrick "J. Que" Smith | Edmonds • Dixon          | 3:17 |

- Piosenka "Break Your Heart Right Back" zawiera elementy piosenek "Mo Money Mo Problems" rapera The Notorious B.I.G., oraz "I'm Coming Out" piosenkarki Diana Ross.
- Piosenka "Cadillac Song" zawiera elementy piosenki "How Love Hurts", napisanej przez Leona Sylversa.